# Мингдона
Мингдона (тадж. Миндона) — посёлок в Пенджикентском районе Согдийской области Таджикистана
Административно входит в состав джамоата Ёри. Расположен в 35 километрах от центра Пенджикентского района.